# Аль-Хакам II
аль-Хакам II (аль-Мустансир биллах Абу-л-Гази Хакам ибн Абд ар-Рахман; араб. الحكم الثاني‎; умер в 976) — халиф Кордовы (961—976) из династии Омейядов, сын Абд ар-Рахмана III.

## Биография
Аль-Хакам II, в целом, продолжал политику своего отца. Культурный расцвет мусульманской Испании при нём продолжался. Сам халиф проявлял сильный интерес к науке и библиографии. Благодаря ему кордовская библиотека, насчитывавшая более 400 тысяч томов, стала одной из самых обширных и богатых в мусульманском мире. В течение его правления были предприняты большие усилия по переводу множества книг с древнегреческого и латинского языков на арабский. Этим занималась сформированная им межведомственная комиссия.
При нём развивалось сельское хозяйство, расширялась сеть ирригационных сооружений. Проводились также крупномасштабные строительные работы: достраивались главная Мескита Кордовы и резиденция халифа.
При аль-Хакаме II халифату пришлось дважды отражать нападение викингов: в 966 и 971 годах. Кроме того, приходилось также вести борьбу с династиями Зиридов и Фатимидов в Северном Марокко. В 974 году Фатимидам было нанесено поражение. Над христианскими государствами Северной Испании у халифата в то время было полное военное превосходство.
Аль-Хакам II в молодом возрасте был гомосексуалом. Но это лишь одно из мнений. Это создавало проблему воспроизводства наследника кордовского престола. Однако решение было всё же найдено. Ему нашли наложницу, Субх, носившую всё время мужскую одежду и называвшуюся мужским именем «Джафар». В другом источнике написано, что халиф сам просил Субх носить мужскую одежду, чтобы та могла выходить на улицу одна, а также использовать имя «Джафар». У них вскоре родился сын, будущий халиф Хишам II.